# Melegnano
Melegnano (tidigare Marignano) är en ort och kommun i storstadsregionen Milano, innan 31 december 2014 i provinsen Milano, i regionen Lombardiet i Italien 16 kilometer sydost om Milano. Kommunen hade 18 226 invånare (2018). Staden är framför allt känd för slaget vid Marignano 1515. Här utkämpades även ett slag 1859 i andra italienska frihetskriget.